# San Giorgio a Liri
San Giorgio a Liri és un comune (municipi) de la província de Frosinone, a la regió italiana del Laci, situat a uns 120 km al sud-est de Roma i a uns 45 km al sud-est de Frosinone.
San Giorgio a Liri limita amb els municipis de Castelnuovo Parano, Esperia, Pignataro Interamna, Sant'Apollinare i Vallemaio.
A 1 de gener de 2019 tenia 3.145 habitants.